# 4 by the Beatles
EP américain des Beatles
Four by the Beatles
(1964)
EP britannique des Beatles
Extracts from the Album A Hard Day's Night
(1964) Beatles for Sale
(1965)
4 by the Beatles est le troisième et dernier E.P. exclusivement publié aux États-Unis, mais le deuxième publié par Capitol Records.

## Historique
Bien que le premier EP des Beatles sorti par Capitol n'ait pas vendu autant que le label l'espérait, il s'est tout de même assez bien classé dans le palmarès des singles pour encourager Capitol à créer une nouvelle série de super single appelée 4-by-4. L'idée était de mettre en marché un disque comprenant quatre chansons pour compléter la discographie disponible de l'artiste sans pour autant rivaliser avec ses parutions actuelles. En conséquence, le nom de la série fait référence au succès du premier E.P. des Beatles publié par Capitol : Four by the Beatles. Mais celui-ci n'atteint que la 68e position du palmarès et ce disque est retiré du catalogue du label le 31 décembre 1965. Ce sera le dernier E.P. des Beatles publié exclusivement pour le marché américain. 
Ce disque contient trois reprises dont deux de Carl Perkins. La photo de la pochette est celle de Robert Whitaker (en), représentant l'hiver, qui illustrait le disque Beatles '65.
Le seul autre disque de cette série sera 4 by the Beach Boys (en), publié en 1965.

## La liste des chansons
Ces chansons ont préalablement été publiées sur Beatles '65, sorti en décembre 1964.
Face A
- Honey Don't (Perkins) - 2:56
- I'm a Loser (Lennon/McCartney) - 2:30

Face B
- Mr. Moonlight (Johnson (en)) - 2:39
- Everybody's Trying to Be My Baby (Perkins) - 2:25